# Pactes Internacionals de Drets Humans
Els Pactes de Nova York o Pactes Internacionals de Drets Humans són dos tractats internacionals sobre drets humans adoptats en el si de l'Assemblea General de les Nacions Unides per la Resolució 2200A (XXI), de 16 de desembre de 1966: el Pacte Internacional de Drets Civils i Polítics (PIDCP) i el Pacte Internacional dels Drets Econòmics, Socials i Culturals (PIDESC).
La unió d'aquests pactes amb els seus protocols corresponents i la Declaració Universal dels Drets Humans comprèn el que s'ha denominat Carta Internacional de Drets Humans.

## Procés d'elaboració
La Declaració Universal dels Drets Humans de 1948 formava part d'un projecte més ambiciós, que comprendria un catàleg de drets, un tractat que determinés les obligacions assumides pels Estats i una sèrie de mecanismes de protecció. La sol·licitud en tal sentit va ser cursada per l'Assemblea General a la Comissió de Drets Humans al desembre de 1946, sol·licitant-se un projecte per a la primavera de 1948. Però arribada la data la Comissió només havia arribat a elaborar, amb dificultats, el catàleg de drets humans, que va ser proclamat per l'Assemblea General com a Declaració Universal dels Drets Humans el 10 de desembre de 1948. Al mateix temps, l'Assemblea va emplaçar la Comissió perquè continués treballant en els altres projectes sol·licitats.
El procés de redacció va haver d'enfrontar nombrosos problemes que expliquen l'aprovació de dos tractats internacionals en lloc d'un. És conseqüència, d'una banda, de l'enfrontament entre Est i Oest a conseqüència de la Guerra Freda. Mentre que els països capitalistes donaven major importància als drets civils i polítics, el bloc socialista posava l'accent en els drets econòmics, socials i culturals. A aquestes dues concepcions enfrontades s'unirà una tercera: els països sorgits del procés de descolonització, en la seva majoria africans o asiàtics, brandaran la bandera dels drets col·lectius dels pobles. D'altra banda, es va considerar que obstaculitzava el tractament unitari de tots els drets el fet que el respecte als econòmics, socials i culturals no pugui normalment ser objecte de control pels tribunals.
Tot això va portar al fet que al març de 1952 els treballs quedessin pràcticament paralitzats. En el seu període de sessions de desembre d'aquest mateix any, l'Assemblea General va decidir l'adopció de dos tractats separats i un mecanisme de protecció per als drets civils i polítics. Per tal de no trencar la unitat del projecte, l'Assemblea va sol·licitar també que tots dos tractats tinguessin el major nombre d'articles comuns. Aquestes mesures van permetre que la redacció dels Pactes es desbloquegés: finalment, la Resolució 2200A (XXI) va adoptar el Pacte Internacional dels Drets Econòmics, Socials i Culturals, el Pacte Internacional de Drets Civils i Polítics i un Protocol facultatiu a aquest últim.
Encara van haver de passar deu anys perquè els tractats entressin en vigor. El PIDESC va entrar en vigor el 3 de gener de 1976 i el PIDCP el 23 de març de 1976 (igual que el seu protocol).
Tretze anys més tard, l'Assemblea General va aprovar i va proclamar un Segon Protocol Facultatiu del Pacte Internacional de Drets Civils i Polítics, destinat a abolir la pena de mort, mitjançant la seva resolució 44/128, de 15 de desembre de 1989.

## Estructura
L'Assemblea General va pretendre que existís certa unitat entre els dos Pactes. La redacció és comuna para determinats elements, que són
- el preàmbul
- l'article 1, que recull el dret de lliure determinació dels pobles.
- l'article 3, que estableix la igualtat de sexes entre homes i dones en el gaudi dels drets.
- l'article 5, que prohibeix l'abús del dret, així com la restricció d'un dret per estar recollit amb un abast menor en el Pacte que en el Dret intern.
- els articles 48 a 53 PIDCP es corresponen amb els articles 26 a 31 PIDESC. Recullen disposicions generals.

A més, existeixen similituds en els articles 2 (abast de les obligacions assumides pels Estats) i 4 (limitacions o suspensió de drets). El catàleg de drets es recull en els articles 6 a 27, en el PIDCP, i els articles 6 a 15 en el PIDESC.